# Joshua Leakey
Joshua Mark Leakey es un soldado británico que actualmente cumple en el Regimiento de Paracaidistas. Fue condecorado con la Cruz Victoria, la más alta condecoración militar por su valor en las fuerzas armadas británicas y de la Commonwealth, por su participación en una redada conjunta RU-EE. UU. en la provincia de Helmand, Afganistán, el 22 de agosto de 2013. Él es el primer soldado británico que vive en recibir la Cruz Victoria para la guerra en Afganistán.

## Primeros años
De 1999 a 2006, Leakey fue educado en el  Christ's Hospital, una escuela independiente en Horsham, West Sussex.

## Carrera militar
Leakey se unió al ejército británico en 2007 cuando se convirtió en un soldado del 1.er Batallón, Regimiento de Paracaidistas. Sirvió tres turnos de servicio en Afganistán durante la Operación Herrick:. en 2009, 2011 y 2013.

## Acción por la Cruz Victoria
Las actividades para las que Leakey fue condecorado con la Cruz Victoria ocurrieron el 22 de agosto de 2013 en la provincia de Helmand, Afganistán. Una patrulla conjunta de rutina compuesta de paracaidistas británicos, los marines y soldados afganos había apuntado un pueblo en busca de armas ilegales. Habiendo sido volado en la zona en helicópteros Chinook, la patrulla fue atacada por fuego de ametralladora y granadas propulsadas por cohetes poco después de bajarse del vehículo. El helicóptero de Leakey habían aterrizado en una colina cerca del pueblo y él, con otros tres paracaidistas y un soldado afgano, proporcionaron apoyo de fuego para el segmento principal de la patrulla. Desde su punto de vista, su sección pudo ver el ataque y escuchó por la radio de que alguien había resultado herido. Leakey corrió por la colina hasta evaluar la gravedad del ataque y llegó a la conclusión de que era necesaria una acción urgente. A pesar de que era solo un soldado de primera clase, tomó el control de la situación y llevó a su sección hasta el grupo bajo ataque.